# Członkowie Rady Bezpieczeństwa Organizacji Narodów Zjednoczonych

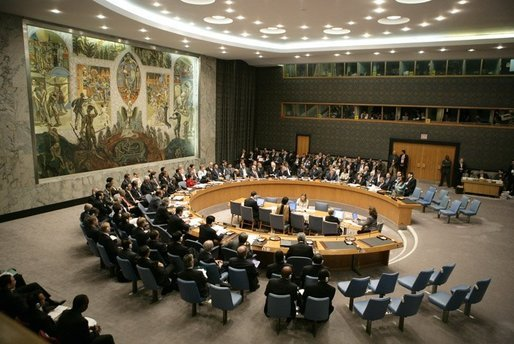
Posiedzenie Rady Bezpieczeństwa ONZ

Członkowie Rady Bezpieczeństwa Organizacji Narodów Zjednoczonych – w skład Rady Bezpieczeństwa ONZ wchodzi obecnie 15 członków, w tym 5 stałych oraz 10 niestałych. Członkowie niestali wybierani są na okres 2 lat, co roku skład połowy z nich jest odnawiany. W celu zapewnienia geograficznej reprezentatywności, określona liczba miejsc jest zarezerwowana dla każdej z pięciu nieoficjalnych regionalnych grup państw członkowskich ONZ. W latach 1946–1965 Rada Bezpieczeństwa liczyła 11 członków (5 stałych i 6 niestałych).
Do pięciu stałych członków Rady Bezpieczeństwa należą: Chińska Republika Ludowa (ChRL), Francja, Rosja, Stany Zjednoczone i Wielka Brytania. W latach 1946–1971 miejsce Chin zajmowała Republika Chińska, jednakże po tym czasie utraciła członkostwo w ONZ na rzecz ChRL. W latach 1946–1991 stałym członkiem był ZSRR, którego sukcesorem została Rosja.
Mandat niestałych członków Rady Bezpieczeństwa najdłużej pełniły: Japonia (22 lat), Brazylia (20 lat) i Argentyna (18 lat). Polska była członkiem RB sześć razy, zasiadając w niej w sumie przez dziesięć lat, ostatni raz w latach 2018–2019.

## Skład Rady Bezpieczeństwa ONZ

### Okres 1946–1965
W latach 1946–1965 Rada Bezpieczeństwa składała się z 11 członków (5 stałych i 6 niestałych). Niestali członkowie wybierani byli według klucza geograficznego. Każda z pięciu istniejących nieoficjalnych grup regionalnych miała zagwarantowaną określoną liczbę miejsc w RB:
- Ameryka Łacińska – 2 miejsca
- Wspólnota Narodów – 1 miejsce
- Europa Zachodnia – 1 miejsce
- Europa Wschodnia – 1 miejsce
- Bliski Wschód – 1 miejsce

W późniejszym okresie do powyższych ustaleń wprowadzono pewne modyfikacje i dopuszczono do kilku wyjątków. Od 1956 w skład Grupy Europy Wschodniej wchodziły również państwa azjatyckie. W 1961 Liberia zajęła miejsce przeznaczone dla Grupy Europy Zachodniej, w latach 1963–1964 Maroko zajmowało miejsce zarezerwowane dla Bliskiego Wschodu, a w latach 1964–1965 Wybrzeże Kości Słoniowej miejsce dla Wspólnoty Narodów.

### Okres od 1966
Grupa Afrykańska
     Grupa Azjatycka
     Grupa Europy Wschodniej
     Grupa Ameryki Łacińskiej i Karaibów
     Grupa Europy Zachodniej i Innych
     Członkowie ONZ niebędący w żadnej z grup
     Państwa i terytoria poza ONZ

Grupy regionalne ONZ:
Grupa Afrykańska
Grupa Azjatycka
Grupa Europy Wschodniej
Grupa Ameryki Łacińskiej i Karaibów
Grupa Europy Zachodniej i Innych
Członkowie ONZ niebędący w żadnej z grup
Państwa i terytoria poza ONZ

Przemiany polityczne, jakie zaszłe na przestrzeni pierwszych 20 lat istnienia ONZ, w tym dekolonizacja w Azji i Afryce, doprowadziły do zwiększenia liczby członków organizacji i wymusiły zmianę struktury Rady Bezpieczeństwa oraz zasad podziału miejsc dla poszczególnych regionów świata. Jesienią 1965 wybory do RB odbyły się już według nowych zasad. Do trzech niestałych członków, którzy w 1966 mieli rozpocząć drugi rok swojej kadencji, wybrano siedmiu nowych, w tym dwóch na okres roku dla zachowania zasad rotacji.
W celu zapewnienia równomiernego uczestnictwa każdej z części świata w pracach Rady Bezpieczeństwa, jej 10 niestałych członków jest wybieranych w oparciu o zasadę geograficznej reprezentatywności. W tym celu państwa członkowskie ONZ są podzielone na 5 nieoficjalnych grup regionalnych, którym przypada określona liczba miejsc:
- Grupa Afrykańska (African Group) – 3 miejsca
- Grupa Azji i Pacyfiku (Asia-Pacific Group) – 2 miejsca
- Grupa Ameryki Łacińskiej i Karaibów (Group of Latin American and Caribbean Countries – GRULAC) – 2 miejsca
- Grupa Europy Zachodniej i Innych (Western European and Others Group – WEOG) – 2 miejsca (przynajmniej jedno z nich musi zajmować państwo z Europy Zachodniej)
- Grupa Europy Wschodniej (Eastern European Group – EEG) – 1 miejsce

Dodatkowo, od 1968 jedno z niestałych miejsc w RB musi zajmować państwo arabskie, wybierane naprzemiennie z grupy afrykańskiej i azjatyckiej.
Podział niestałych miejsc pomiędzy grupy regionalne ONZ z uwzględnieniem czasu elekcji:
| Grupa regionalna                     | Lata nieparzyste | Lata parzyste |
| Grupa Afrykańska                     | 1 miejsce        | 2 miejsca     |
| Grupa Azjatycka                      | 1 miejsce        | 1 miejsce     |
| Grupa Ameryki Łacińskiej i Karaibów  | 1 miejsce        | 1 miejsce     |
| Grupa Europy Zachodniej i Inne Grupy | 2 miejsca        | brak          |
| Grupa Europy Wschodniej              | brak             | 1 miejsce     |

## Obecni członkowie
Członkowie stali
     Członkowie niestali

Członkowie Rady Bezpieczeństwa w 2018 roku
Członkowie stali
Członkowie niestali

Rada Bezpieczeństwa od 1966 składa się z 15 członków: 5 stałych oraz 10 niestałych. Niestali członkowie RB są wybierani przez Zgromadzenie Ogólne większością 2/3 głosów. Nowo wybrani członkowie obejmują mandat 1 stycznia kolejnego roku i pełnią go przez 2 lata. Co roku odnawiana jest połowa składu niestałych członków. Możliwy jest powtórny wybór do RB, jednak dopuszczalna jest tylko jedna kadencja z rzędu.
Stali członkowie
- Chińska Republika Ludowa[a]
- Francja
- Rosja[b]
- Stany Zjednoczone
- Wielka Brytania

Niestali członkowie
- Albania (od 2022)
- Brazylia (od 2022)
- Gabon (od 2022)
- Ghana (od 2022)
- Zjednoczone Emiraty Arabskie (od 2022)
- Ekwador (od 2023)
- Japonia (od 2023)
- Malta (od 2023)
- Mozambik (od 2023)
- Szwajcaria (od 2023)

## Członkowie Rady Bezpieczeństwa według lat

### Lata 1946–1965
| Rok  | Ameryka Łacińska | Ameryka Łacińska | Wspólnota Narodów        | Europa Wschodnia i Azja | Bliski Wschód                 | Europa Zachodnia |
| 1946 | Brazylia         | Meksyk           | Australia                | Polska                  | Królestwo Egiptu              | Holandia         |
| 1947 | Brazylia         | Kolumbia         | Australia                | Polska                  | Syria                         | Belgia           |
| 1948 | Argentyna        | Kolumbia         | Kanada                   | Ukraińska SRR           | Syria                         | Belgia           |
| 1949 | Argentyna        | Kuba             | Kanada                   | Ukraińska SRR           | Królestwo Egiptu              | Norwegia         |
| 1950 | Ekwador          | Kuba             | Indie                    | Jugosławia              | Królestwo Egiptu              | Norwegia         |
| 1951 | Ekwador          | Brazylia         | Indie                    | Jugosławia              | Turcja                        | Holandia         |
| 1952 | Chile            | Brazylia         | Pakistan                 | Grecja                  | Turcja                        | Holandia         |
| 1953 | Chile            | Kolumbia         | Pakistan                 | Grecja                  | Liban                         | Dania            |
| 1954 | Brazylia         | Kolumbia         | Nowa Zelandia            | Turcja                  | Liban                         | Dania            |
| 1955 | Brazylia         | Peru             | Nowa Zelandia            | Turcja                  | Iran                          | Belgia           |
| 1956 | Kuba             | Peru             | Australia                | Jugosławia              | Iran                          | Belgia           |
| 1957 | Kuba             | Kolumbia         | Australia                | Filipiny                | Irak                          | Szwecja          |
| 1958 | Panama           | Kolumbia         | Kanada                   | Japonia                 | Irak                          | Szwecja          |
| 1959 | Panama           | Argentyna        | Kanada                   | Japonia                 | Tunezja                       | Włochy           |
| 1960 | Ekwador          | Argentyna        | Cejlon                   | Polska                  | Tunezja                       | Włochy           |
| 1961 | Ekwador          | Chile            | Cejlon                   | Turcja                  | Zjednoczona Republika Arabska | Liberia          |
| 1962 | Wenezuela        | Chile            | Ghana                    | Rumunia                 | Zjednoczona Republika Arabska | Irlandia         |
| 1963 | Wenezuela        | Brazylia         | Ghana                    | Filipiny                | Maroko                        | Norwegia         |
| 1964 | Boliwia          | Brazylia         | Wybrzeże Kości Słoniowej | Czechosłowacja          | Maroko                        | Norwegia         |
| 1965 | Boliwia          | Urugwaj          | Wybrzeże Kości Słoniowej | Malezja                 | Jordania                      | Holandia         |

### Lata od 1966
| Rok  | Afryka * przedstawiciel państw arabskich | Afryka * przedstawiciel państw arabskich | Afryka * przedstawiciel państw arabskich | Azja * przedstawiciel państw arabskich | Azja * przedstawiciel państw arabskich | Ameryka Łacińska i Karaiby | Ameryka Łacińska i Karaiby | Europa Zachodnia i Inne Grupy | Europa Zachodnia i Inne Grupy | Europa Wschodnia     |
| 1966 | Mali                                     | Nigeria                                  | Uganda                                   | Japonia                                | Jordania*                              | Argentyna                  | Urugwaj                    | Holandia                      | Nowa Zelandia                 | Bułgaria             |
| 1967 | Mali                                     | Nigeria                                  | Etiopia                                  | Japonia                                | Indie                                  | Argentyna                  | Brazylia                   | Kanada                        | Dania                         | Bułgaria             |
| 1968 | Algieria*                                | Senegal                                  | Etiopia                                  | Pakistan                               | Indie                                  | Paragwaj                   | Brazylia                   | Kanada                        | Dania                         | Węgry                |
| 1969 | Algieria*                                | Senegal                                  | Zambia                                   | Pakistan                               | Nepal                                  | Paragwaj                   | Kolumbia                   | Finlandia                     | Hiszpania                     | Węgry                |
| 1970 | Burundi                                  | Sierra Leone                             | Zambia                                   | Syria*                                 | Nepal                                  | Nikaragua                  | Kolumbia                   | Finlandia                     | Hiszpania                     | Polska               |
| 1971 | Burundi                                  | Sierra Leone                             | Somalia                                  | Syria*                                 | Japonia                                | Nikaragua                  | Argentyna                  | Belgia                        | Włochy                        | Polska               |
| 1972 | Gwinea                                   | Sudan*                                   | Somalia                                  | Indie                                  | Japonia                                | Panama                     | Argentyna                  | Belgia                        | Włochy                        | Jugosławia           |
| 1973 | Gwinea                                   | Sudan*                                   | Kenia                                    | Indie                                  | Indonezja                              | Panama                     | Peru                       | Australia                     | Austria                       | Jugosławia           |
| 1974 | Kamerun                                  | Mauretania                               | Kenia                                    | Irak*                                  | Indonezja                              | Kostaryka                  | Peru                       | Australia                     | Austria                       | Białoruska SRR       |
| 1975 | Kamerun                                  | Mauretania                               | Tanzania                                 | Irak*                                  | Japonia                                | Kostaryka                  | Gujana                     | Włochy                        | Szwecja                       | Białoruska SRR       |
| 1976 | Benin                                    | Libia*                                   | Tanzania                                 | Pakistan                               | Japonia                                | Panama                     | Gujana                     | Włochy                        | Szwecja                       | Rumunia              |
| 1977 | Benin                                    | Libia*                                   | Mauretania                               | Pakistan                               | Indie                                  | Panama                     | Wenezuela                  | Kanada                        | RFN                           | Rumunia              |
| 1978 | Gabon                                    | Nigeria                                  | Mauretania                               | Kuwejt*                                | Indie                                  | Boliwia                    | Wenezuela                  | Kanada                        | RFN                           | Czechosłowacja       |
| 1979 | Gabon                                    | Nigeria                                  | Zambia                                   | Kuwejt*                                | Bangladesz                             | Boliwia                    | Jamajka                    | Norwegia                      | Portugalia                    | Czechosłowacja       |
| 1980 | Niger                                    | Tunezja*                                 | Zambia                                   | Filipiny                               | Bangladesz                             | Meksyk                     | Jamajka                    | Norwegia                      | Portugalia                    | NRD                  |
| 1981 | Niger                                    | Tunezja*                                 | Uganda                                   | Filipiny                               | Japonia                                | Meksyk                     | Panama                     | Irlandia                      | Hiszpania                     | NRD                  |
| 1982 | Togo                                     | Zair                                     | Uganda                                   | Jordania*                              | Japonia                                | Gujana                     | Panama                     | Irlandia                      | Hiszpania                     | Polska               |
| 1983 | Togo                                     | Zair                                     | Zimbabwe                                 | Jordania*                              | Pakistan                               | Gujana                     | Nikaragua                  | Malta                         | Holandia                      | Polska               |
| 1984 | Burkina Faso                             | Egipt*                                   | Zimbabwe                                 | Indie                                  | Pakistan                               | Peru                       | Nikaragua                  | Malta                         | Holandia                      | Ukraińska SRR        |
| 1985 | Burkina Faso                             | Egipt*                                   | Madagaskar                               | Indie                                  | Tajlandia                              | Peru                       | Trynidad i Tobago          | Australia                     | Dania                         | Ukraińska SRR        |
| 1986 | Kongo                                    | Ghana                                    | Madagaskar                               | Zjednoczone Emiraty Arabskie*          | Tajlandia                              | Wenezuela                  | Trynidad i Tobago          | Australia                     | Dania                         | Bułgaria             |
| 1987 | Kongo                                    | Ghana                                    | Zambia                                   | Zjednoczone Emiraty Arabskie*          | Japonia                                | Wenezuela                  | Argentyna                  | RFN                           | Włochy                        | Bułgaria             |
| 1988 | Algieria*                                | Senegal                                  | Zambia                                   | Nepal                                  | Japonia                                | Brazylia                   | Argentyna                  | RFN                           | Włochy                        | Jugosławia           |
| 1989 | Algieria*                                | Senegal                                  | Etiopia                                  | Nepal                                  | Malezja                                | Brazylia                   | Kolumbia                   | Kanada                        | Finlandia                     | Jugosławia           |
| 1990 | Wybrzeże Kości Słoniowej                 | Zair                                     | Etiopia                                  | Jemen*                                 | Malezja                                | Kuba                       | Kolumbia                   | Kanada                        | Finlandia                     | Rumunia              |
| 1991 | Wybrzeże Kości Słoniowej                 | Zair                                     | Zimbabwe                                 | Jemen*                                 | Indie                                  | Kuba                       | Ekwador                    | Austria                       | Belgia                        | Rumunia              |
| 1992 | Republika Zielonego Przylądka            | Maroko*                                  | Zimbabwe                                 | Japonia                                | Indie                                  | Wenezuela                  | Ekwador                    | Austria                       | Belgia                        | Węgry                |
| 1993 | Republika Zielonego Przylądka            | Maroko*                                  | Dżibuti                                  | Japonia                                | Pakistan                               | Wenezuela                  | Brazylia                   | Nowa Zelandia                 | Hiszpania                     | Węgry                |
| 1994 | Nigeria                                  | Rwanda                                   | Dżibuti                                  | Oman*                                  | Pakistan                               | Argentyna                  | Brazylia                   | Nowa Zelandia                 | Hiszpania                     | Czechy               |
| 1995 | Nigeria                                  | Rwanda                                   | Botswana                                 | Oman*                                  | Indonezja                              | Argentyna                  | Honduras                   | Niemcy                        | Włochy                        | Czechy               |
| 1996 | Egipt*                                   | Gwinea Bissau                            | Botswana                                 | Korea Południowa                       | Indonezja                              | Chile                      | Honduras                   | Niemcy                        | Włochy                        | Polska               |
| 1997 | Egipt*                                   | Gwinea Bissau                            | Kenia                                    | Korea Południowa                       | Japonia                                | Chile                      | Kostaryka                  | Portugalia                    | Szwecja                       | Polska               |
| 1998 | Gabon                                    | Gambia                                   | Kenia                                    | Bahrajn*                               | Japonia                                | Brazylia                   | Kostaryka                  | Portugalia                    | Szwecja                       | Słowenia             |
| 1999 | Gabon                                    | Gambia                                   | Namibia                                  | Bahrajn*                               | Malezja                                | Brazylia                   | Argentyna                  | Kanada                        | Holandia                      | Słowenia             |
| 2000 | Mali                                     | Tunezja*                                 | Namibia                                  | Bangladesz                             | Malezja                                | Jamajka                    | Argentyna                  | Kanada                        | Holandia                      | Ukraina              |
| 2001 | Mali                                     | Tunezja*                                 | Mauritius                                | Bangladesz                             | Singapur                               | Jamajka                    | Kolumbia                   | Irlandia                      | Norwegia                      | Ukraina              |
| 2002 | Kamerun                                  | Gwinea                                   | Mauritius                                | Syria*                                 | Singapur                               | Meksyk                     | Kolumbia                   | Irlandia                      | Norwegia                      | Bułgaria             |
| 2003 | Kamerun                                  | Gwinea                                   | Angola                                   | Syria*                                 | Pakistan                               | Meksyk                     | Chile                      | Niemcy                        | Hiszpania                     | Bułgaria             |
| 2004 | Algieria*                                | Benin                                    | Angola                                   | Filipiny                               | Pakistan                               | Brazylia                   | Chile                      | Niemcy                        | Hiszpania                     | Rumunia              |
| 2005 | Algieria*                                | Benin                                    | Tanzania                                 | Filipiny                               | Japonia                                | Brazylia                   | Argentyna                  | Dania                         | Grecja                        | Rumunia              |
| 2006 | Ghana                                    | Kongo                                    | Tanzania                                 | Katar*                                 | Japonia                                | Peru                       | Argentyna                  | Dania                         | Grecja                        | Słowacja             |
| 2007 | Ghana                                    | Kongo                                    | Południowa Afryka                        | Katar*                                 | Indonezja                              | Peru                       | Panama                     | Belgia                        | Włochy                        | Słowacja             |
| 2008 | Burkina Faso                             | Libia*                                   | Południowa Afryka                        | Wietnam                                | Indonezja                              | Kostaryka                  | Panama                     | Belgia                        | Włochy                        | Chorwacja            |
| 2009 | Burkina Faso                             | Libia*                                   | Uganda                                   | Wietnam                                | Japonia                                | Kostaryka                  | Meksyk                     | Turcja                        | Austria                       | Chorwacja            |
| 2010 | Gabon                                    | Nigeria                                  | Uganda                                   | Liban*                                 | Japonia                                | Brazylia                   | Meksyk                     | Turcja                        | Austria                       | Bośnia i Hercegowina |
| 2011 | Gabon                                    | Nigeria                                  | Południowa Afryka                        | Liban*                                 | Indie                                  | Brazylia                   | Kolumbia                   | Niemcy                        | Portugalia                    | Bośnia i Hercegowina |
| 2012 | Maroko*                                  | Togo                                     | Południowa Afryka                        | Pakistan                               | Indie                                  | Gwatemala                  | Kolumbia                   | Niemcy                        | Portugalia                    | Azerbejdżan          |
| 2013 | Maroko*                                  | Togo                                     | Rwanda                                   | Pakistan                               | Korea Południowa                       | Gwatemala                  | Argentyna                  | Australia                     | Luksemburg                    | Azerbejdżan          |
| 2014 | Czad                                     | Nigeria                                  | Rwanda                                   | Jordania*                              | Korea Południowa                       | Chile                      | Argentyna                  | Australia                     | Luksemburg                    | Litwa                |
| 2015 | Czad                                     | Nigeria                                  | Angola                                   | Jordania*                              | Malezja                                | Chile                      | Wenezuela                  | Nowa Zelandia                 | Hiszpania                     | Litwa                |
| 2016 | Egipt*                                   | Senegal                                  | Angola                                   | Japonia                                | Malezja                                | Urugwaj                    | Wenezuela                  | Nowa Zelandia                 | Hiszpania                     | Ukraina              |
| 2017 | Egipt*                                   | Senegal                                  | Etiopia                                  | Japonia                                | Kazachstan                             | Urugwaj                    | Boliwia                    | Włochy                        | Szwecja                       | Ukraina              |
| 2018 | Gwinea Równikowa                         | Wybrzeże Kości Słoniowej                 | Etiopia                                  | Kuwejt*                                | Kazachstan                             | Peru                       | Boliwia                    | Holandia                      | Szwecja                       | Polska               |
| 2019 | Gwinea Równikowa                         | Wybrzeże Kości Słoniowej                 | Południowa Afryka                        | Kuwejt*                                | Indonezja                              | Peru                       | Dominikana                 | Niemcy                        | Belgia                        | Polska               |
| 2020 | Niger                                    | Tunezja*                                 | Południowa Afryka                        | Wietnam                                | Indonezja                              | Saint Vincent i Grenadyny  | Dominikana                 | Niemcy                        | Belgia                        | Estonia              |
| 2021 | Niger                                    | Tunezja*                                 | Kenia                                    | Wietnam                                | Indie                                  | Saint Vincent i Grenadyny  | Meksyk                     | Norwegia                      | Irlandia                      | Estonia              |

## Członkowie Rady Bezpieczeństwa według stażu członkowskiego
Lista państw członkowskich Rady Bezpieczeństwa ONZ według czasu trwania członkostwa, stan na 2021 włącznie.
      Stali członkowie RB ONZ
      Niestali członkowie RB ONZ w 2021
      Byli członkowie ONZ
| Staż członkowski w latach | Państwo                       | Pierwsza kadencja | Ostatnia kadencja | Grupa regionalna              | Uwagi |
| 74                        | Francja                       | 1946              | –                 | Europa Zachodnia i Inne Grupy | Stały członek RB ONZ. |
| 74                        | Rosja                         | 1946              | –                 | Europa Wschodnia              | Stały członek RB ONZ, w latach 1946–1991 jako ZSRR, od 1991 jako Rosja.                                                                  |
| 74                        | Stany Zjednoczone             | 1946              | –                 | Europa Zachodnia i Inne Grupy | Stały członek RB ONZ. |
| 74                        | Wielka Brytania               | 1946              | –                 | Europa Zachodnia i Inne Grupy | Stały członek RB ONZ. |
| 74                        | ChRL                          | 1946              | –                 | Azja                          | Stały członek RB ONZ, w latach 1946–1971 jako Republika Chińska, od 1971 jako Chińska Republika Ludowa.                                  |
| 22                        | Japonia                       | 1958              | 2017              | Azja                          | |
| 20                        | Brazylia                      | 1946              | 2011              | Ameryka Łacińska i Karaiby    | |
| 18                        | Argentyna                     | 1959              | 2014              | Ameryka Łacińska i Karaiby    | |
| 15                        | Indie                         | 1950              | 2022              | Azja                          | Niestały członek RB ONZ, koniec kadencji w grudniu 2022.                                                                                 |
| 14                        | Kolumbia                      | 1947              | 2012              | Ameryka Łacińska i Karaiby    | |
| 14                        | Pakistan                      | 1952              | 2013              | Azja                          | |
| 13                        | Włochy                        | 1959              | 2017              | Europa Zachodnia i Inne Grupy | |
| 12                        | Belgia                        | 1947              | 2020              | Europa Zachodnia i Inne Grupy | |
| 12                        | Kanada                        | 1948              | 2000              | Europa Zachodnia i Inne Grupy | |
| 12                        | Niemcy                        | 1977              | 2020              | Europa Zachodnia i Inne Grupy | W tym 4 lata jako Republika Federalna Niemiec w granicach sprzed zjednoczenia Niemiec.                                                   |
| 11                        | Polska                        | 1946              | 2019              | Europa Wschodnia              | |
| 11                        | Egipt                         | 1946              | 2017              | Afryka                        | W tym 2 lata jako Zjednoczona Republika Arabska.                                                                                         |
| 10                        | Holandia                      | 1946              | 2018              | Europa Zachodnia i Inne Grupy | |
| 10                        | Hiszpania                     | 1969              | 2016              | Europa Zachodnia i Inne Grupy | |
| 10                        | Peru                          | 1955              | 2019              | Ameryka Łacińska i Karaiby    | |
| 10                        | Nigeria                       | 1966              | 2015              | Afryka                        | |
| 10                        | Chile                         | 1952              | 2015              | Ameryka Łacińska i Karaiby    | |
| 10                        | Panama                        | 1958              | 2008              | Ameryka Łacińska i Karaiby    | |
| 10                        | Australia                     | 1946              | 2014              | Europa Zachodnia i Inne Grupy | |
| 10                        | Wenezuela                     | 1962              | 2016              | Ameryka Łacińska i Karaiby    | |
| 9                         | Norwegia                      | 1949              | 2022              | Europa Zachodnia i Inne Grupy | Niestały członek RB ONZ, koniec kadencji w grudniu 2022.                                                                                 |
| 8                         | Dania                         | 1953              | 2006              | Europa Zachodnia i Inne Grupy | |
| 8                         | Meksyk                        | 1946              | 2022              | Ameryka Łacińska i Karaiby    | Niestały członek RB ONZ, koniec kadencji w grudniu 2022.                                                                                 |
| 8                         | Indonezja                     | 1973              | 2020              | Azja                          | |
| 8                         | Senegal                       | 1968              | 2017              | Afryka                        | |
| 8                         | Szwecja                       | 1957              | 2018              | Europa Zachodnia i Inne Grupy | |
| 8                         | Ukraina                       | 1948              | 2017              | Europa Wschodnia              | W tym 4 lata jako Ukraińska SRR. Dodatkowo, Ukraińska SRR wchodziła w skład ZSRR przez 45 lat jego obecności w RB ONZ.                   |
| 8                         | Tunezja                       | 1980              | 2021              | Afryka                        | Niestały członek RB ONZ, koniec kadencji w grudniu 2021.                                                                                 |
| 7                         | Nowa Zelandia                 | 1954              | 2016              | Europa Zachodnia i Inne Grupy | |
| 7                         | Rumunia                       | 1962              | 2005              | Europa Wschodnia              | |
| 7                         | Syria                         | 1947              | 2003              | Azja                          | W tym rok (w 1961) jako członek Zjednoczonej Republiki Arabskiej.                                                                        |
| 7                         | Turcja                        | 1951              | 2010              | Europa Zachodnia i Inne Grupy | |
| 7                         | Malezja                       | 1965              | 2016              | Azja                          | |
| 7                         | Jugosławia                    | 1950              | 1989              | Europa Wschodnia              | Poprzednik Bośni i Hercegowiny, Chorwacji, Czarnogóry, Macedonii, Serbii i Słowenii w ONZ.                                               |
| 6                         | Algieria                      | 1968              | 1989              | Afryka                        | |
| 6                         | Austria                       | 1973              | 2010              | Europa Zachodnia i Inne Grupy | |
| 6                         | Bułgaria                      | 1966              | 2003              | Europa Wschodnia              | |
| 6                         | Ekwador                       | 1950              | 1992              | Ameryka Łacińska i Karaiby    | |
| 6                         | Filipiny                      | 1957              | 2005              | Azja                          | |
| 6                         | Gabon                         | 1978              | 2011              | Afryka                        | |
| 6                         | Ghana                         | 1986              | 2007              | Afryka                        | |
| 6                         | Kostaryka                     | 1974              | 2009              | Ameryka Łacińska i Karaiby    | |
| 6                         | Kuba                          | 1956              | 1991              | Ameryka Łacińska i Karaiby    | |
| 6                         | Maroko                        | 1963              | 2013              | Afryka                        | |
| 6                         | Portugalia                    | 1979              | 2012              | Europa Zachodnia i Inne Grupy | |
| 6                         | Zambia                        | 1969              | 1988              | Afryka                        | |
| 6                         | Jordania                      | 1965              | 2015              | Azja                          | |
| 6                         | Boliwia                       | 1964              | 2018              | Ameryka Łacińska i Karaiby    | |
| 6                         | Etiopia                       | 1967              | 2018              | Afryka                        | |
| 6                         | Południowa Afryka             | 2007              | 2020              | Afryka                        | |
| 6                         | Irlandia                      | 1962              | 2022              | Europa Zachodnia i Inne Grupy | Niestały członek RB ONZ, koniec kadencji w grudniu 2022.                                                                                 |
| 5                         | Kenia                         | 1973              | 2022              | Afryka                        | Niestały członek RB ONZ, koniec kadencji w grudniu 2022.                                                                                 |
| 5                         | Uganda                        | 1966              | 2010              | Afryka                        | |
| 4                         | Bangladesz                    | 1979              | 2001              | Azja                          | |
| 4                         | Benin                         | 1976              | 2005              | Afryka                        | |
| 4                         | Burkina Faso                  | 1984              | 2009              | Afryka                        | Przez pierwszych 7 miesięcy jej członkostwa w 1984 pod nazwą Górna Wolta.                                                                |
| 4                         | Finlandia                     | 1969              | 1990              | Europa Zachodnia i Inne Grupy | |
| 4                         | Grecja                        | 1952              | 2006              | Europa Zachodnia i Inne Grupy | |
| 4                         | Gujana                        | 1975              | 1983              | Ameryka Łacińska i Karaiby    | |
| 4                         | Gwinea                        | 1972              | 2003              | Afryka                        | |
| 4                         | Irak                          | 1957              | 1975              | Azja                          | |
| 4                         | Jamajka                       | 1979              | 2001              | Ameryka Łacińska i Karaiby    | |
| 4                         | Kamerun                       | 1974              | 2003              | Afryka                        | |
| 4                         | Kongo                         | 1986              | 2007              | Afryka                        | |
| 4                         | Liban                         | 1953              | 2011              | Azja                          | |
| 4                         | Libia                         | 1976              | 2009              | Afryka                        | |
| 4                         | Mali                          | 1966              | 2001              | Afryka                        | |
| 4                         | Mauretania                    | 1974              | 1978              | Afryka                        | |
| 4                         | Nepal                         | 1969              | 1989              | Azja                          | |
| 4                         | Nikaragua                     | 1970              | 1984              | Ameryka Łacińska i Karaiby    | |
| 4                         | Tanzania                      | 1975              | 2006              | Afryka                        | |
| 4                         | Togo                          | 1982              | 2013              | Afryka                        | |
| 4                         | Węgry                         | 1968              | 1993              | Europa Wschodnia              | |
| 4                         | Wybrzeże Kości Słoniowej      | 1964              | 1991              | Afryka                        | |
| 4                         | Zair                          | 1982              | 1991              | Afryka                        | Od 1997 pod nazwą Demokratyczna Republika Konga.                                                                                         |
| 4                         | Zimbabwe                      | 1983              | 1992              | Afryka                        | |
| 4                         | Korea Południowa              | 1996              | 2014              | Azja                          | |
| 4                         | Rwanda                        | 1994              | 2014              | Afryka                        | |
| 4                         | Urugwaj                       | 1965              | 2017              | Ameryka Łacińska i Karaiby    | |
| 4                         | Kuwejt                        | 1978              | 2019              | Azja                          | |
| 4                         | Niger                         | 1980              | 2021              | Afryka                        | Niestały członek RB ONZ, koniec kadencji w grudniu 2021.                                                                                 |
| 4                         | Wietnam                       | 2008              | 2021              | Azja                          | Niestały członek RB ONZ, koniec kadencji w grudniu 2021.                                                                                 |
| 3                         | Czechosłowacja                | 1964              | 1979              | Europa Wschodnia              | Poprzednik Czech i Słowacji w ONZ. |
| 2                         | Angola                        | 2003              | 2004              | Afryka                        | |
| 2                         | Azerbejdżan                   | 2012              | 2013              | Europa Wschodnia              | Azerbejdżańska SRR wchodziła w skład ZSRR w czasie jego obecności RB ONZ.                                                                |
| 2                         | Bahrajn                       | 1998              | 1999              | Azja                          | |
| 2                         | Białoruś                      | 1974              | 1975              | Europa Wschodnia              | Do 1991 jako Białoruska SRR. |
| 2                         | Bośnia i Hercegowina          | 2010              | 2011              | Europa Wschodnia              | SR Bośni i Hercegowiny wchodziła w skład Jugosławii w czasie jej 7-letniej obecności w RB ONZ.                                           |
| 2                         | Botswana                      | 1995              | 1996              | Afryka                        | |
| 2                         | Burundi                       | 1970              | 1971              | Afryka                        | |
| 2                         | Cejlon                        | 1960              | 1961              | Azja                          | Od 1972 pod nazwą Sri Lanka. |
| 2                         | Chorwacja                     | 2008              | 2009              | Europa Wschodnia              | SR Chorwacji wchodziła w skład Jugosławii w czasie jej 7-letniej obecności w RB ONZ.                                                     |
| 2                         | Czad                          | 2014              | 2015              | Afryka                        | |
| 2                         | Czechy                        | 1994              | 1995              | Europa Wschodnia              | Czechy były częścią Czechosłowacji przez 3 lata jej członkostwa w RB ONZ.                                                                |
| 2                         | Dominikana                    | 2019              | 2020              | Ameryka Łacińska i Karaiby    | |
| 2                         | Dżibuti                       | 1993              | 1994              | Afryka                        | |
| 2                         | Gambia                        | 1998              | 1999              | Afryka                        | |
| 2                         | Gwatemala                     | 2012              | 2013              | Ameryka Łacińska i Karaiby    | |
| 2                         | Gwinea Bissau                 | 1996              | 1997              | Afryka                        | |
| 2                         | Gwinea Równikowa              | 2018              | 2019              | Afryka                        | |
| 2                         | Honduras                      | 1995              | 1996              | Ameryka Łacińska i Karaiby    | |
| 2                         | Iran                          | 1955              | 1956              | Azja                          | |
| 2                         | Jemen                         | 1990              | 1991              | Azja                          | Wybrany do RB ONZ jako Jemen Południowy. Po 5 miesiącach członkostwa w 1990 połączył się z Jemenem Północnym, tworząc zjednoczony Jemen. |
| 2                         | Katar                         | 2006              | 2007              | Azja                          | |
| 2                         | Litwa                         | 2014              | 2015              | Europa Wschodnia              | |
| 2                         | Luksemburg                    | 2013              | 2014              | Europa Zachodnia i Inne Grupy | |
| 2                         | Madagaskar                    | 1985              | 1986              | Afryka                        | |
| 2                         | Malta                         | 1983              | 1984              | Europa Zachodnia i Inne Grupy | |
| 2                         | Mauritius                     | 2001              | 2002              | Afryka                        | |
| 2                         | Kazachstan                    | 2017              | 2018              | Azja                          | |
| 2                         | Namibia                       | 1999              | 2000              | Afryka                        | |
| 2                         | Oman                          | 1994              | 1995              | Azja                          | |
| 2                         | Paragwaj                      | 1968              | 1969              | Ameryka Łacińska i Karaiby    | |
| 2                         | Republika Zielonego Przylądka | 1992              | 1993              | Afryka                        | |
| 2                         | Sierra Leone                  | 1970              | 1971              | Afryka                        | |
| 2                         | Singapur                      | 2001              | 2002              | Azja                          | Singapur był częścią Malezji przez kilka miesięcy w czasie jej członkostwa w RB ONZ w 1965.                                              |
| 2                         | Estonia                       | 2020              | 2021              | Europa Wschodnia              | Niestały członek RB ONZ, koniec kadencji w grudniu 2021.                                                                                 |
| 2                         | Słowacja                      | 2006              | 2007              | Europa Wschodnia              | Słowacja wchodziła w skład Czechosłowacji w czasie jej 3-letniego członkostwa w RB ONZ.                                                  |
| 2                         | Słowenia                      | 1998              | 1998              | Europa Wschodnia              | SR Słowenii była częścią Jugosławii w czasie jej 7-letniego członkostwa w RB ONZ.                                                        |
| 2                         | Somalia                       | 1971              | 1972              | Afryka                        | |
| 2                         | Sudan                         | 1972              | 1973              | Afryka                        | |
| 2                         | Tajlandia                     | 1985              | 1986              | Azja                          | |
| 2                         | Saint Vincent i Grenadyny     | 2020              | 2021              | Ameryka Łacińska i Karaiby    | Niestały członek RB ONZ, koniec kadencji w grudniu 2021.                                                                                 |
| 2                         | Trynidad i Tobago             | 1985              | 1986              | Ameryka Łacińska i Karaiby    | |
| 2                         | Wybrzeże Kości Słoniowej      | 2018              | 2019              | Afryka                        | |
| 2                         | Zjednoczone Emiraty Arabskie  | 1986              | 1987              | Azja                          | |
| 2                         | NRD                           | 1980              | 1981              | Europa Wschodnia              | W 1990 włączona do RFN, która od tego czasu zasiadała w RB ONZ przez 4 lata.                                                             |
| 2                         | Zjednoczona Republika Arabska | 1961              | 1962              | Afryka                        | Były członek ONZ, powstały z połączenia się na pewien czas w jeden organizm państwowy Egiptu i Syrii.                                    |
| 1                         | Liberia                       | 1961              | 1961              | Afryka                        | |